# NGC 3004
NGC 3004 је појединачна звезда у сазвежђу Велики медвед која се налази на NGC листи објеката дубоког неба.
Деклинација објекта је + 44° 6' 42" а ректасцензија 9h 49m 2,1s. Привидна величина (магнитуда) објекта NGC 3004 износи 11,5.